# فوکوئوکا
فوکوئوکا (به ژاپنی: 福岡) یکی از شهرهای کشور ژاپن می‌باشد که در کناره شمالی جزیرهٔ کیوشو است. این شهر پرجمعیت‌ترین شهر جزیرهٔ کیوشو به‌شمار می‌رود. فوکوئوکا در آوریل ۱۹۷۲ میلادی به‌عنوان شهر برگزیده از میان شهرهای فرماندار شناخته شد. امروزه این شهر گسترش پیدا کرده‌است و بر پایه آمار سال ۲۰۰۵ میلادی جمعیتی بالغ بر ۲٫۵ میلیون نفر را در خود گنجانده‌است. ششمین شهر بزرگ ژاپن، دومین شهر بندری بزرگ پس از یوکوهاما و مرکز استان فوکوئوکا ژاپن است. این شهر در کنار سواحل خلیج هاکاتا ساخته شده‌است و از زمان‌های قدیم مرکز تجارت بین‌المللی بوده‌است. این منطقه از دیرباز به عنوان دروازه ورود به کشور در نظر گرفته شده‌است، زیرا نزدیکترین نقطه در میان جزایر اصلی ژاپن به سرزمین اصلی آسیا است. اگرچه انسان‌ها از دوره جومون این منطقه را اشغال کردند، برخی از اولین ساکنان دوره یایویی به منطقه فوکوئوکا رسیدند. این شهر در دوره یاماتو به شهرت رسید. به دلیل قرار گرفتن در معرض بین فرهنگی و فاصله نسبتاً زیاد از مراکز اجتماعی و سیاسی کیوتو، اوزاکا و بعداً ادو (توکیو)، فوکوئوکا فرهنگ و گویش محلی متمایزی به دست آورد که تا به امروز تداوم یافته‌است.

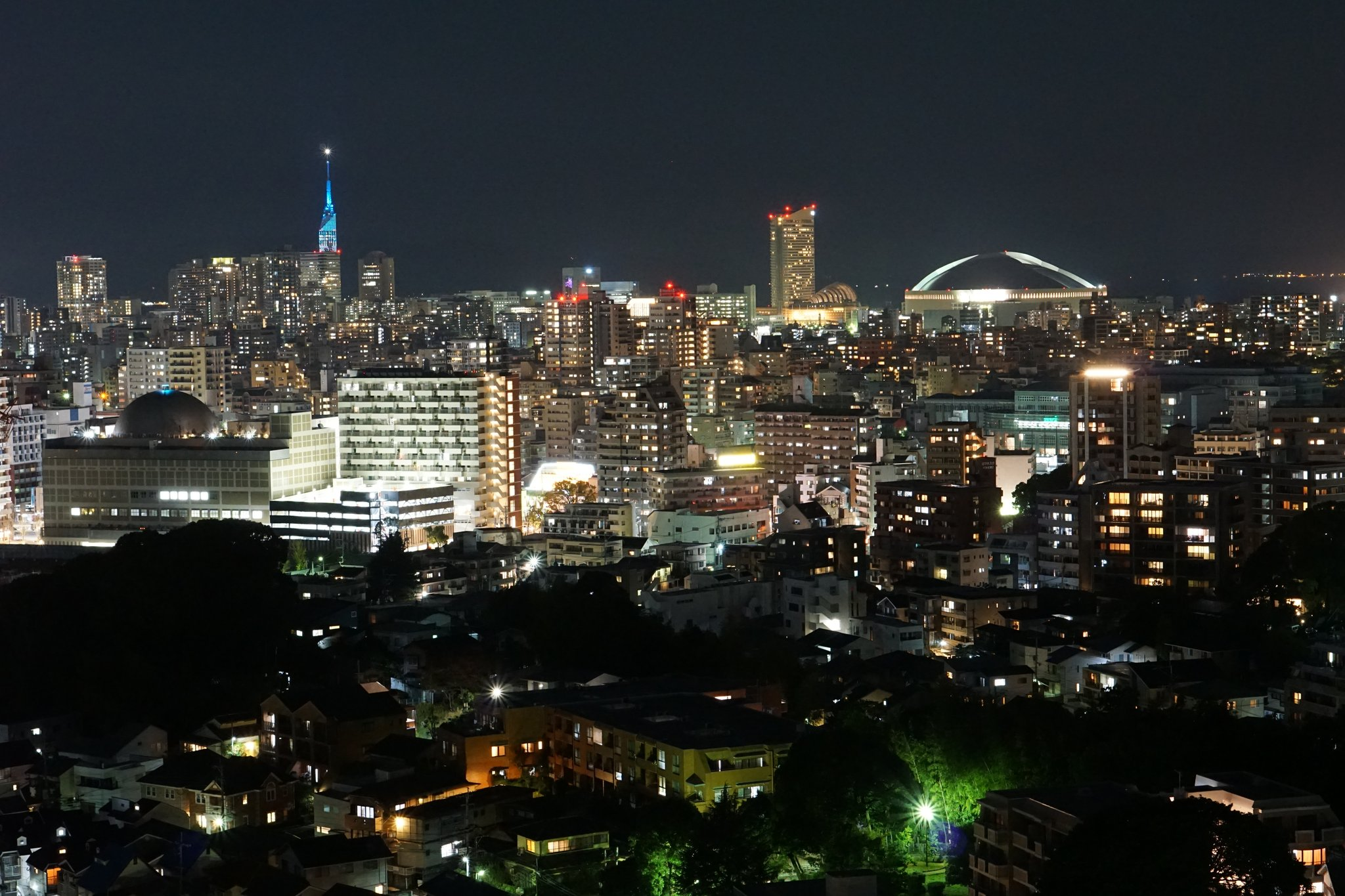

## بررسی اجمالی
اگرچه انسان‌ها از زمان دوره جومون این منطقه را اشغال کردند، برخی از اولین ساکنان دوره یایویی به منطقه فوکوئوکا رسیدند. شهر در طول دوره یاماتو به شهرت رسید. به دلیل قرار گرفتن در معرض بین فرهنگی، و فاصله نسبتاً زیاد از مراکز اجتماعی و سیاسی کیوتو، اوزاکا، و بعداً، ادو (توکیو)، فوکوئوکا یک فرهنگ محلی متمایز به دست آورد. و لهجه ای خاص که تا به امروز باقی مانده‌است. فوکوئوکا پرجمعیت‌ترین شهر جزیره کیوشو است و پس از آن کیتاکیوشو قرار دارد. بزرگ‌ترین شهر و منطقه شهری در غرب کیهان‌شین است. این شهر در ۱ آوریل ۱۹۷۲ توسط فرمان دولتی تعیین شد. فوکوئوکای بزرگ با جمعیت ۲٫۵ میلیون نفر (سرشماری ۲۰۰۵)، بخشی از منطقه فوق صنعتی فوکوکا-کیتاکیوشو است. از سال ۲۰۱۵، فوکوئوکا ششمین شهر بزرگ ژاپن است که از جمعیت کوبه گذشته‌است. در ژوئیه ۲۰۱۱، فوکوئوکا از جمعیت کیوتو پیشی گرفت. از زمان تأسیس کیوتو در سال ۷۹۴، این اولین بار است که شهری در غرب منطقه کانسای جمعیت بیشتری نسبت به کیوتو دارد.

## تاریخچه
- تاریخ اولیه

مبادلات از این قاره و منطقه شمالی کیوشو به عصر حجر قدیم بازمی‌گردد. تصور می‌شود که موج‌هایی از مهاجران از سرزمین اصلی آسیا به کیوشوی شمالی رسیدند. چندین کوفون وجود دارد. فوکوئوکا گاهی بندر دازایفو (大宰府) نامیده می‌شد که اشاره ای به شهر دازایفو در ۱۵ کیلومتری (۹ مایل) جنوب شرقی فوکوئوکا است. دازایفو در سال ۶۶۳ پس از میلاد پایتخت اداری بوده‌است و گفته شده‌است که پایتختی ماقبل تاریخ در این منطقه بوده‌است. متون باستانی مانند کوجیکی، کانین (یافت شده در دازایفو) و باستان‌شناسی تأیید می‌کنند که این مکان مهمی در تأسیس ژاپن بوده‌است. برخی از محققان ادعا می‌کنند که این اولین جایی بود که افراد خارجی و خانواده امپراتوری پا گذاشتند، اما مانند بسیاری از نظریه‌های اولیه ژاپن، این نظریه همچنان مورد بحث است. فوکوئوکای مرکزی گاهی هنوز به عنوان هاکاتا شناخته می‌شود که نام بخش مرکزی است.
در کتاب آواز آمده‌است که پادشاه بو، که تصور می‌شود امپراتور یوریاکو باشد، در سال ۴۷۸ نامه‌ای فرستاد و خواستار موافقت امپراتور چین برای تأسیس سه وزارتخانه برای اداره پادشاهی مشابه وزارتخانه‌های رایج در چین شد. بقایای یک دفتر بخش و معبد در اوهو (大保)، در ۱۵ کیلومتری (۹ مایل) جنوب دازایفو، ممکن است یکی از این وزارتخانه‌ها باشد. علاوه بر این، بقایای Kōrokan (鴻臚館، مهمانخانه دولتی) در فوکوکا در زیر بخشی از خرابه‌های قلعه فوکوکا پیدا شد.
در سال ۹۲۳، زمانی که خدای هاچیمن از معبد دایبو در هونامی منتقل شد، معبد هاکوزاکی در فوکوئوکا تأسیس شد.

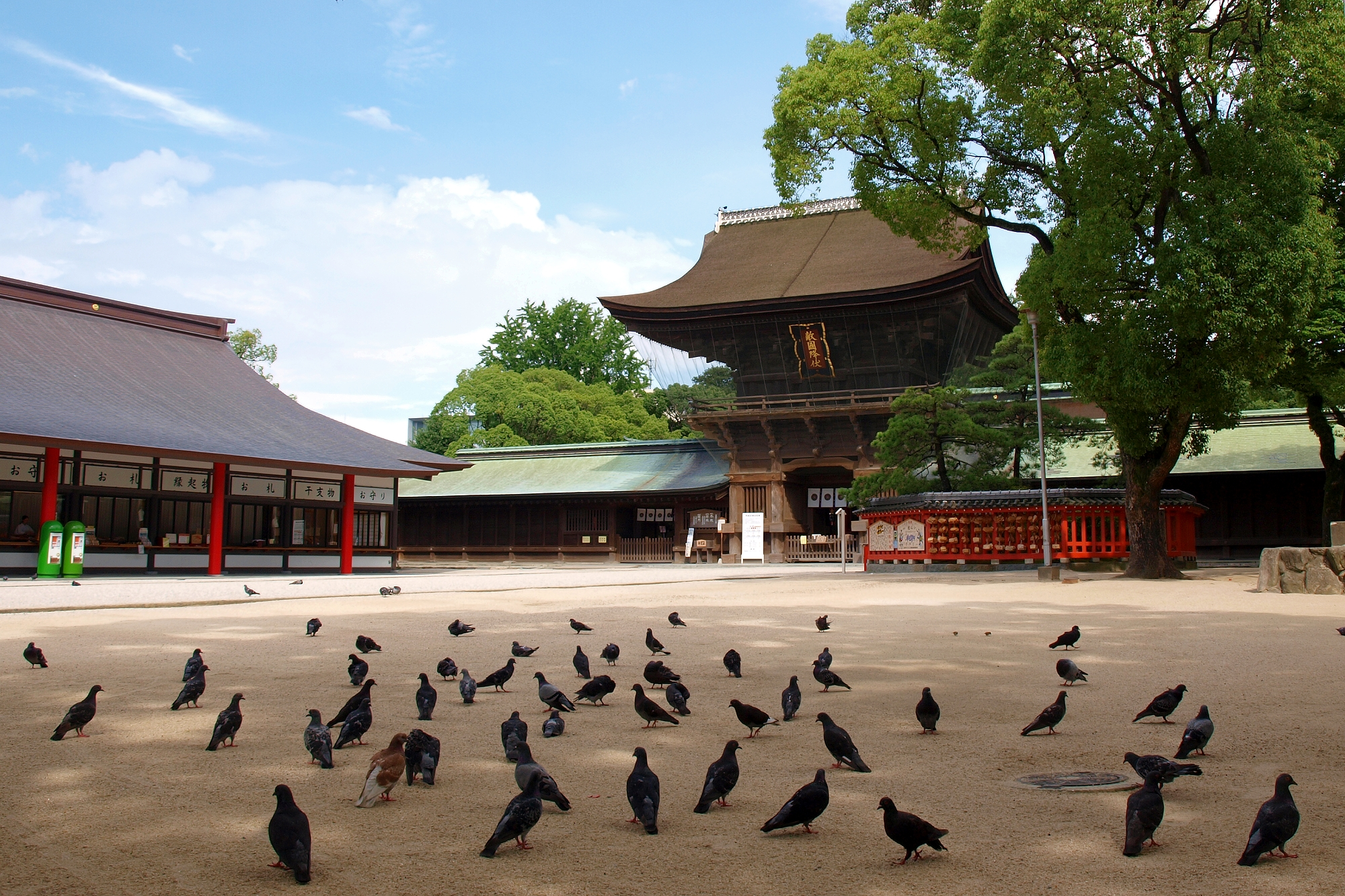

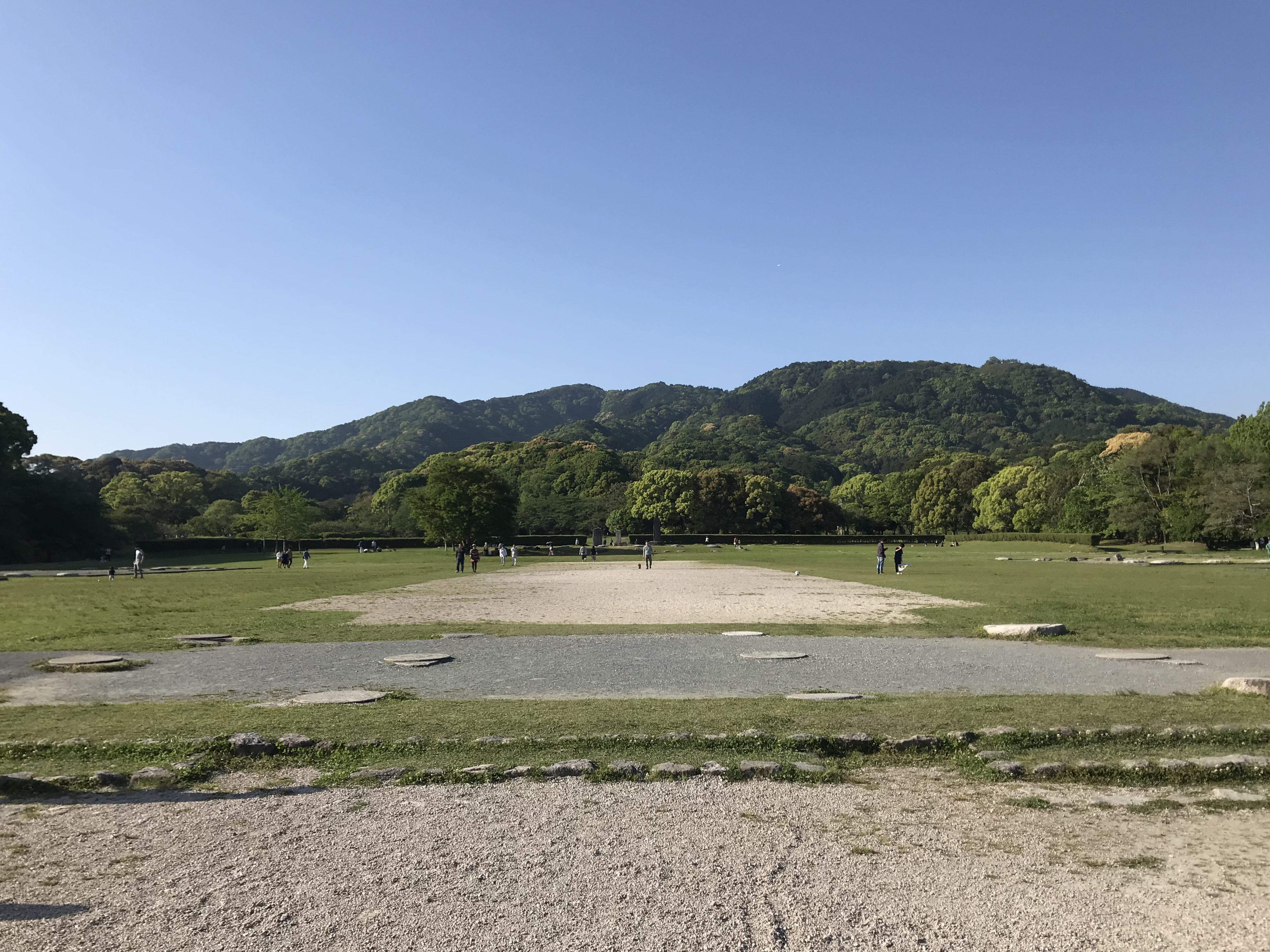

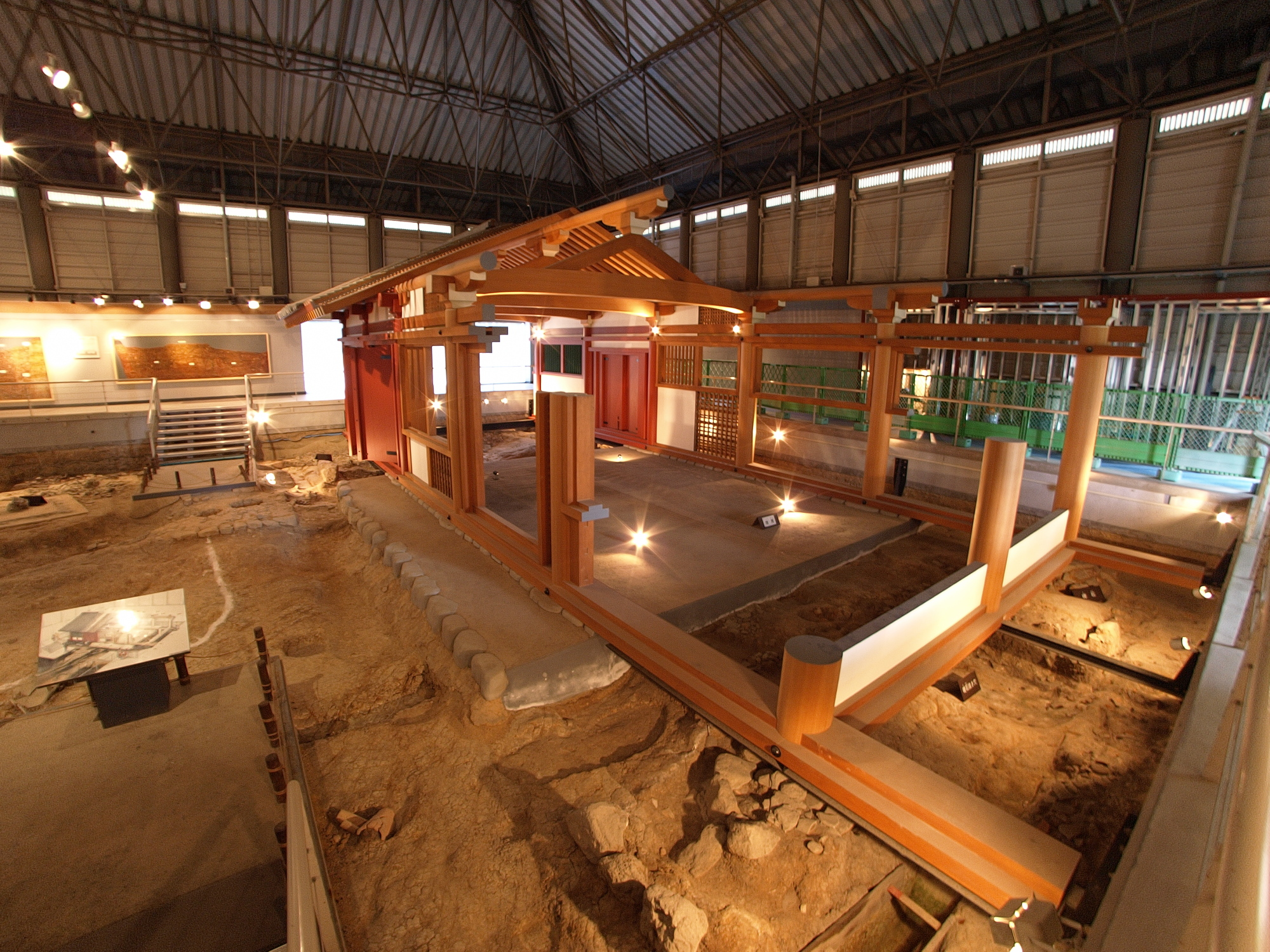

- معبد هاکوزاکی

- هازایفو

- کوروکان

### تهاجمات مغول (۱۲۸۱–۱۲۷۴)
کوبلای خان امپراتوری مغول از سال ۱۲۶۸ توجه خود را به ژاپن معطوف کرد و فشار خارجی جدیدی را بر ژاپن وارد کرد که هیچ تجربه ای با آن نداشت. کوبلای خان ابتدا فرستاده‌ای را به ژاپن فرستاد تا شوگونات را وادار به تصدیق سلطنت خان کند. شوگونات کاماکورا نپذیرفت. مغولستان پس از آن بارها نمایندگانی را فرستاد و هر بار از شوگونات خواست تا پیشنهاد آنها را بپذیرند، اما فایده ای نداشت. در سال ۱۲۷۴، کوبلای خان با ناوگانی متشکل از ۹۰۰ کشتی و ۳۳۰۰۰ سرباز، از جمله نیروهای گوریو در شبه جزیره کره، به بخش شمالی کیوشو حمله کرد. این تهاجم اولیه با ترکیبی از بی کفایتی و طوفان‌های شدید به خطر افتاد. پس از تهاجم سال ۱۲۷۴، سامورایی‌های ژاپنی سدی سنگی به طول ۲۰ کیلومتر (۱۲ مایل) در مرز خلیج هاکاتا در محلی که اکنون شهر فوکوئوکا نامیده می‌شود، ساختند. این دیوار با ارتفاع ۲ تا ۳ متر و عرض پایه ۳ متر بین سال‌های ۱۲۷۶ و ۱۲۷۷ ساخته شد و در دهه ۱۹۳۰ حفاری شد. کوبلای فرستاده دیگری را در سال ۱۲۷۹ به ژاپن فرستاد. در آن زمان، هوجو توکیمونه از قبیله هوجو (۱۲۵۱–۱۲۸۴) نایب هشتم بود. او نه تنها این پیشنهاد را رد کرد، بلکه پنج فرستاده مغول را پس از احضار آنها به کاماکورا سر برید. کوبلای خشمگین، حمله دیگری را در سال ۱۲۸۱ به استان فوکوئوکا ترتیب داد و ۱۴۰ هزار سرباز و ۴۰۰۰ کشتی را بسیج کرد. مدافعان ژاپنی که تعداد آنها حدود ۴۰ هزار نفر می‌شد، با مغول‌ها همخوانی نداشتند و نیروی مهاجم تا دازایفو، در ۱۵ کیلومتری (۹ مایلی) جنوب شهر فوکوئوکا رسید. با این حال، ژاپنی‌ها دوباره به دلیل آب و هوای سخت، این بار توسط یک طوفان که ضربه کوبنده ای به سربازان مغولی وارد کرد، کمک کرد و تهاجم را خنثی کرد. این طوفان بود که به نام کامیکاز (باد الهی) نام گرفت و منشأ واژه کامیکاز برای نشان دادن حملات انتحاری توسط هوانوردان نظامی امپراتوری ژاپن علیه کشتی‌های نیروی دریایی متفقین در طول جنگ جهانی دوم بود.

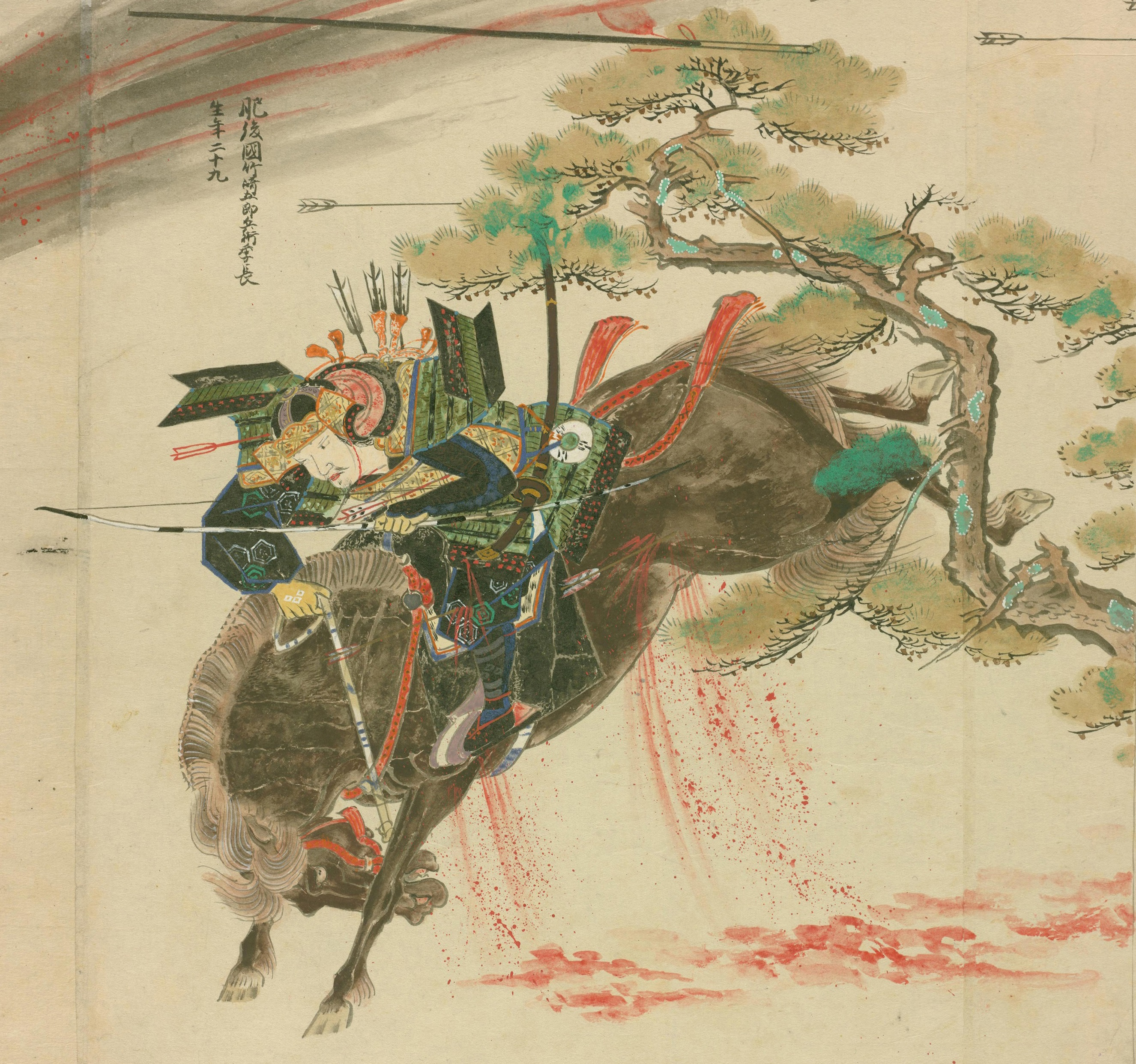

- تاکی زاکی سوئناگا

### شکل‌گیری شهر مدرن (۱۸۸۹)
فوکوئوکا قبلاً محل سکونت دایمیو قدرتمند استان چیکوزن بود و نقش مهمی در تاریخ قرون وسطی ژاپن داشت. معبد مشهور توکوگاوا آیه یاسو در این منطقه در جریان جنگ بوشین در سال ۱۸۶۸ توسط آتش‌سوزی ویران شد. شهر مدرن در ۱ آوریل ۱۸۸۹ با ادغام شهرهای سابق هاکاتا و فوکوئوکا شکل گرفت. از نظر تاریخی، هاکاتا بندر و منطقه تجاری بود و بیشتر با فرهنگ این منطقه مرتبط بود و امروزه منطقه تجاری اصلی باقی مانده‌است. از سوی دیگر، منطقه فوکوئوکا محل زندگی سامورایی‌های بسیاری بود و نام آن از زمانی استفاده شده‌است که کورودا ناگاماسا، اولین دایمیو استان چیکوزن، آن را به نام زادگاهش در استان اوکایاما نامگذاری کرده‌است و «فوکئوکای قدیمی» نامگذاری شده‌است. منطقه خرید اصلی که اکنون تنجین نامیده می‌شود.
زمانی که هاکاتا و فوکوکا تصمیم به ادغام گرفتند، جلسه ای برای تعیین نام شهر جدید برگزار شد. هاکاتا در ابتدا انتخاب شد، اما گروهی از سامورایی‌ها جلسه را خراب کردند و حاضران را مجبور کردند که فوکوئوکا را به عنوان نام شهر ادغام شده انتخاب کنند. معروف است، برای اشاره به ایستگاه قطار شهر، ایستگاه هاکاتا، و گویش،Hakata-ben.

## مترو
متروی فوکوئوکا در سال ۱۹۸۱ تأسیس شده و هم‌اکنون دارای ۳ خط و ۳۵ ایستگاه می‌باشد.

## نگارخانه

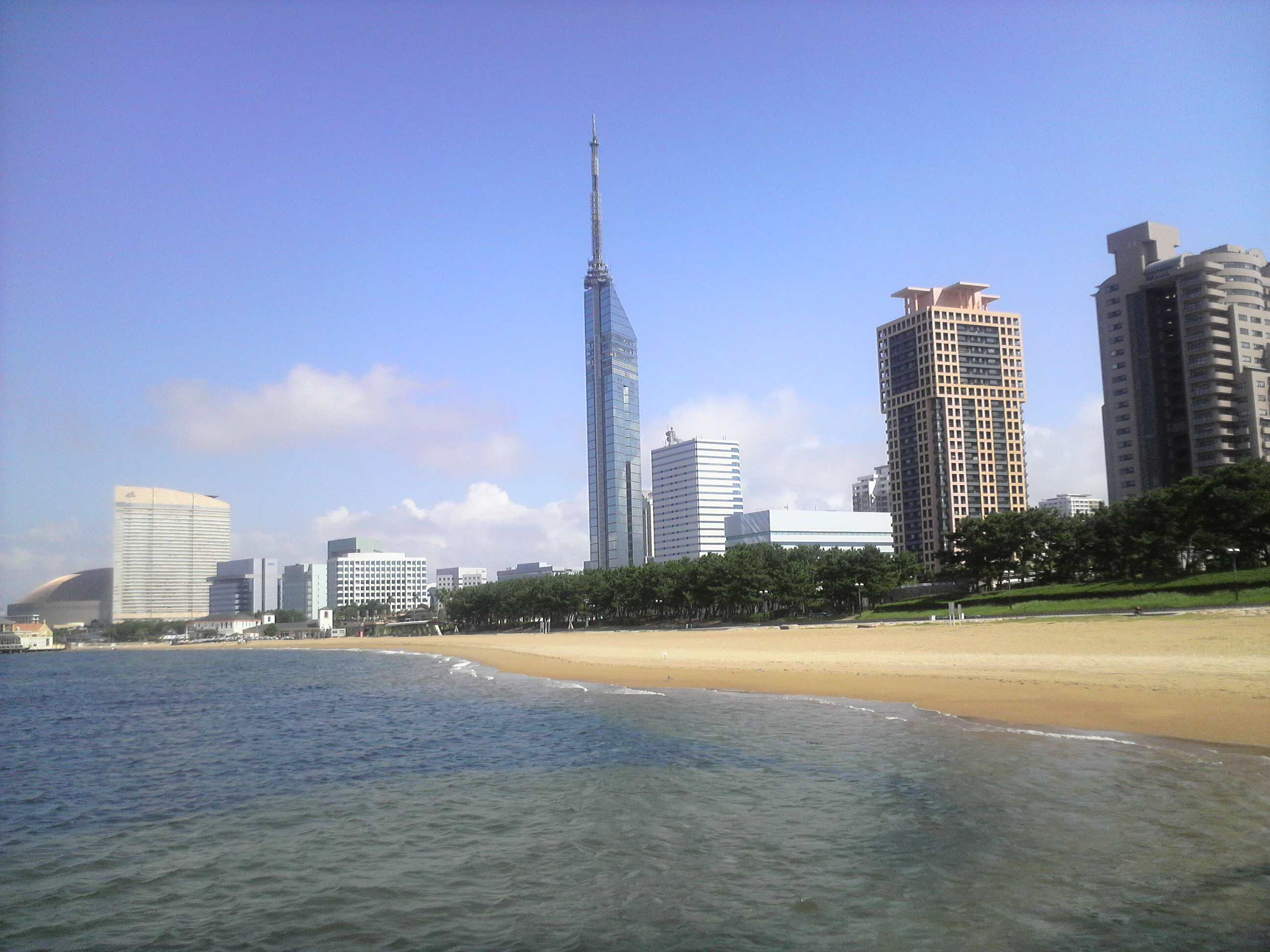
فوکوکا
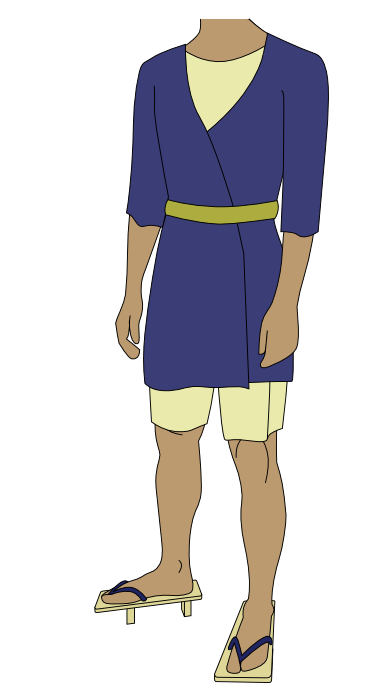
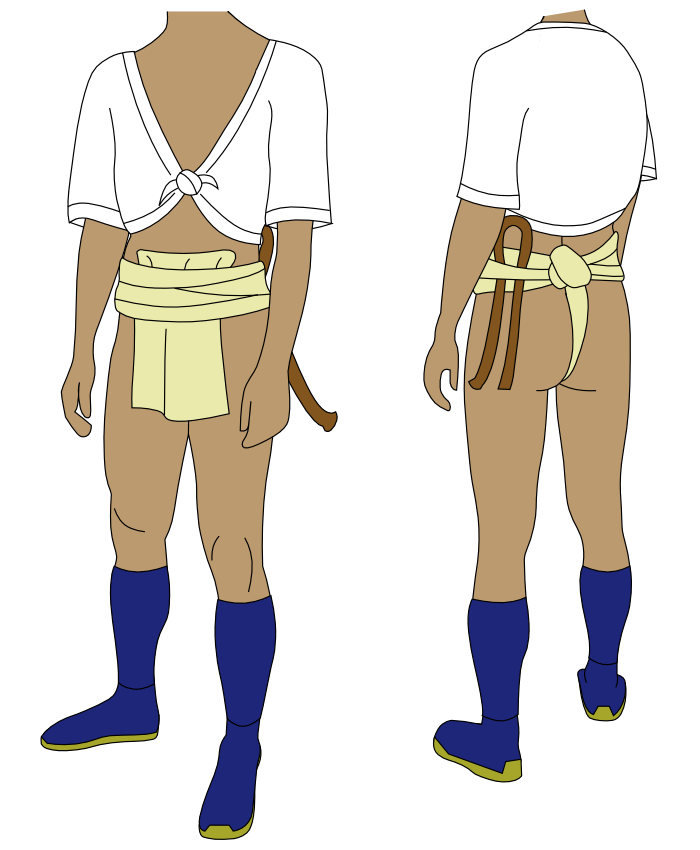